# Hypercompe detectiva
Hypercompe detectiva är en fjärilsart som beskrevs av Charles Oberthür 1881. Hypercompe detectiva ingår i släktet Hypercompe och familjen björnspinnare. Inga underarter finns listade i Catalogue of Life.